# 毛洪涛
毛洪涛（1970年11月29日—2020年10月15日），男，河南武陟（一说云南昆明）人，中华人民共和国会计学者、注册会计师、政治人物，中国共产党党员，成都大学二级教授，博士生导师，2019年起任该校党委书记。

## 生平
1989年入读西南财经大学会计专业本科，期间学习成绩优异，连续四年全班第一，并自1990年起连续5年获得学校最高奖学金（即华新奖学金社会实践奖）。1991年6月成为中国共产党党员，是会计89级第一个学生党员，同年担任西南财经大学学生会代主席。1994年，身为硕士生的毛洪涛率队在四川省青川县，为当地政府干部和企业人员举办一个月的“社会主义市场经济理论培训班”，为当时中国首创，受到当地群众赞誉及中国共青团中央的关注。1994年底，毛洪涛作为四川省唯一的学生代表进京，出席中国青年志愿者协会成立大会，在中南海受到时任中共中央政治局常委、国务院副总理李岚清的接见。
1996年同校硕士毕业，论文为《关于建立我国财务会计概念结构若干问题的探讨》。随后留校任教，不久，学校选派其参加中国人民银行首期出国培训备选人员外语培训班。1998年，他获得国家留学基金资助，在当年四川省获资助的22人中年龄最小、职称最低（助教）。1999年，赴美国伊利诺伊大学厄巴纳-香槟分校会计学国际教育与研究中心担任1年访问学者。留学期满后，他返回学校继续任教。2003年在职获管理学博士学位，同时破格晋升为副教授，2008年晋升教授。主要研究领域为成本管理会计、会计基本理论、财务会计。2009年，毛洪涛主持建设的全校本科生学科基础课程《会计学》被批准为国家级精品课程，获得国家级教学成果二等奖。
除了科研，他也担任行政工作。2005年任西南财经大学教务处处长兼教务党总支书记（正处级），主持教学体制改革。2010年，2013年任西南财经大学研究生院常务副院长（省属本科高校行政副职），2014年任西南财经大学中国管理会计研究中心主任、四川旅游学院副院长。2016年任眉山市副市长，主要负责发展改革、对外开放。2018年任中共眉山市委常委、宣传部部长。
2019年3月1日，被中共成都市委任命为成都大学党委书记。
根据2020年6月发布的《中国哲学社会科学最有影响力学者排行榜：基于中文学术成果的评价（2020版）》，毛洪涛在管理学一级学科排名207位，在“会计学全国最有影响力学者排行榜”中位居全国第17位，四川省第1位。
2020年10月14日晚，毛洪涛执意出门，被妻子拦住。次日清晨5时左右出门，并在微信朋友圈写下遗书，其中，毛洪涛对成都大学校长王清远提出指控，称王清远“营私舞弊、中饱私囊”，“建立利益集团和独立王国”，“连续挤压三任党委书记”。当天上午，成都市公安局龙泉驿分局十陵派出所接到来自成都大学的报警，称毛洪涛失联。10月16日凌晨6时，毛洪涛的遗体在其住处附近的江安河安闲桥桥下河道内被找到。
10月17日，成都大学正式贴出毛洪涛的讣告。他的遗体告别仪式于2020年10月18日上午10时在成都市北郊殡仪馆举行。
11月27日，成都市联合调查组发布关于毛洪涛事件有关情况调查的通报，认为其朋友圈遗书中对王清远的指控与事实不符，其投河自尽的极端行为与心理状态异常有关。通报引发网络广泛讨论。

## 出版物
- 毛洪涛 (编). . 现代会计学精品系列教材. 北京: 清华大学出版社. 2012. ISBN 9787512109117.
- 毛洪涛. . 成都: 西南财经大学出版社. 2007. ISBN 9787810887274.
- 毛洪涛. . 成都: 西南财经大学出版社. 2007. ISBN 9787810887281.
- 毛洪涛等著. . 大连: 东北财经大学出版社. 2007. ISBN 978-7-5654-0554-9.
- 毛洪涛，万云编著. . 上海: 立信会计出版社. 2004. ISBN 7-5429-1204-6.
- 毛洪涛. . 成都: 电子科技大学出版社. 1993. ISBN 7-81016-571-2.
- 毛洪涛. . 成都: 电子科技大学出版社. 1994. ISBN 7-81016-569-0.